# Ladigesocypris mermere
Ladigesocypris mermere är en fiskart som först beskrevs av Ladiges, 1960.  Ladigesocypris mermere ingår i släktet Ladigesocypris och familjen karpfiskar. IUCN kategoriserar arten globalt som otillräckligt studerad. Inga underarter finns listade i Catalogue of Life.